# MTV Unplugged (album của Mariah Carey)
MTV Unplugged là một EP trực tiếp của ca sĩ người Mỹ Mariah Carey, phát hành tại Mỹ vào ngày 2 tháng 6 năm 1992 bởi hãng Columbia Records. Sau thành công của hai album trước bên cạnh những nghi ngờ ngày một tăng về khả năng hát thực sự của cô vì không biểu diễn trên truyền hình một cách minh bạch trước công chúng cũng như có một tour diễn quảng bá nào, Sony BMG quyết định tổ chức một chương trình biểu diễn tại Kaufman Astoria Studios, New York vào ngày 16 tháng 3 năm 1992. Chương trình có tựa đề MTV Unplugged, ban đầu được phát sóng trên kênh MTV để quảng bá cho album Emotions của Carey, cũng như đập tan mọi bình luận của các nhà phê bình khi cho rằng Carey chỉ là một nghệ sĩ phòng thu. Tuy nhiên, sau thành công của nó, chương trình đã được phát hành rộng rãi như là một EP, với một băng VHS đi kèm mang tên MTV Unplugged +3.
Sau khi phát hành, EP đã nhận được những đánh giá tích cực từ các nhà phê bình âm nhạc, trong đó họ dành nhiều lợi khen ngợi cho giọng hát của Carey. Về mặt thương mại, album đã thu về những thành công, đạt vị trí thứ 3 trên bảng xếp hạng Billboard 200, và được chứng nhận 3 đĩa bạch kim bởi Hiệp hội Công nghiệp ghi âm Mỹ (RIAA). Ngoài ra, EP cũng đạt được hiệu ứng tốt ở một số thị trường quốc tế, như Hà Lan và New Zealand. MTV Unplugged cũng lọt vào top 5 ở Vương quốc Anh, và top 10 tại Úc và Canada.
"I'll Be There" được chọn làm đĩa đơn đầu tiên từ album, và trở thành đĩa đơn quán quân thứ sáu của Carey tại Mỹ, cũng như là một trong số ít các bài hát làm được điều này với hai nghệ sĩ khác nhau. Trên toàn cầu, bài hát cũng thành công khi đứng đầu các bảng xếp hạng đĩa đơn ở Canada, Hà Lan và New Zealand, cũng như đứng trong top 5 Ireland và Vương quốc Anh. Đĩa đơn thứ hai, "If It's Over", một bài hát trong album Emotions, được phát hành do những phản hồi tốt sau show diễn và EP.

## Danh sách bài hát
| STT | Nhan đề                                   | Sáng tác                                    | Sản xuất                             | Thời lượng |
| --- | ----------------------------------------- | ------------------------------------------- | ------------------------------------ | ---------- |
| 1.  | "Emotions"                                | Mariah Carey David Cole Robert Clivillés    | Carey Cole Clivillés                 | 4:00       |
| 2.  | "If It's Over"                            | Carey Carole King                           | Carey King                           | 3:48       |
| 3.  | "Someday"                                 | Carey Ben Margulies                         | Carey Margulies                      | 3:57       |
| 4.  | "Vision of Love"                          | Carey Margulies                             | Rhett Lawrence Narada Michael Walden | 3:36       |
| 5.  | "Make It Happen"                          | Carey Cole                                  | Carey Clivillés                      | 4:16       |
| 6.  | "I'll Be There" (hợp tác với Trey Lorenz) | Berry Gordy Bob West Hal Davis Willie Hutch | Carey Walter Afanasieff              | 4:42       |
| 7.  | "Can't Let Go"                            | Carey Afanasieff                            | Carey Afanasieff                     | 4:35       |

## Xếp hạng và chứng nhận
| Bảng xếp hạng (1992)      | Vị trí cao nhất |
| ------------------------- | --------------- |
| Australian Albums Chart   | 7               |
| Austrian Albums Chart     | 21              |
| Canadian RPM Albums Chart | 6               |
| Dutch Albums Chart        | 1               |
| French Albums Chart       | 22              |
| German Albums Chart       | 30              |
| Japanese Albums Chart     | 13              |
| New Zealand Albums Chart  | 1               |
| Norwegian Albums Chart    | 18              |
| Swedish Albums Chart      | 36              |
| Swiss Albums Chart        | 19              |
| UK Albums Chart           | 3               |
| US Billboard 200          | 3               |

| Quốc gia                                                                           | Chứng nhận  | Số đơn vị/doanh số chứng nhận |
| ---------------------------------------------------------------------------------- | ----------- | ----------------------------- |
| Úc (ARIA)                                                                          | Bạch kim    | 70.000^                       |
| Canada (Music Canada)                                                              | Bạch kim    | 100.000^                      |
| Pháp (SNEP)                                                                        | 2× Vàng     | 200.000*                      |
| Hà Lan (NVPI)                                                                      | 2× Bạch kim | 200.000^                      |
| New Zealand (RMNZ)                                                                 | 2× Bạch kim | 30.000^                       |
| Thụy Sĩ (IFPI)                                                                     | Vàng        | 25.000^                       |
| Anh Quốc (BPI)                                                                     | Vàng        | 100.000^                      |
| Hoa Kỳ (RIAA)                                                                      | 3× Bạch kim | 3.000.000^                    |
| * Chứng nhận dựa theo doanh số tiêu thụ. ^ Chứng nhận dựa theo doanh số nhập hàng. |             |                               |